# Магдалено, Джесси
Джесси Магдалено (англ. Jesus Gabriel Magdaleno; род. 8 ноября 1991, Лас-Вегас, Невада, США) — американский боксёр-профессионал, выступающий во второй легчайшей (до 55,39 кг), полулёгкой (до 57,2 кг), второй полулёгкой (до 59 кг)  весовых категориях. Чемпион мира по версии WBO (2016—2018) во втором легчайшем весе.

## Профессиональная карьера
В профессионалах Магдалено дебютировал в ноябре 2010 года победив техническим нокаутом в 1-м же раунде своего соотечественника Мэтью Салазара.

### Второй легчайший вес

#### Чемпионский бой с Нонито Донэйром

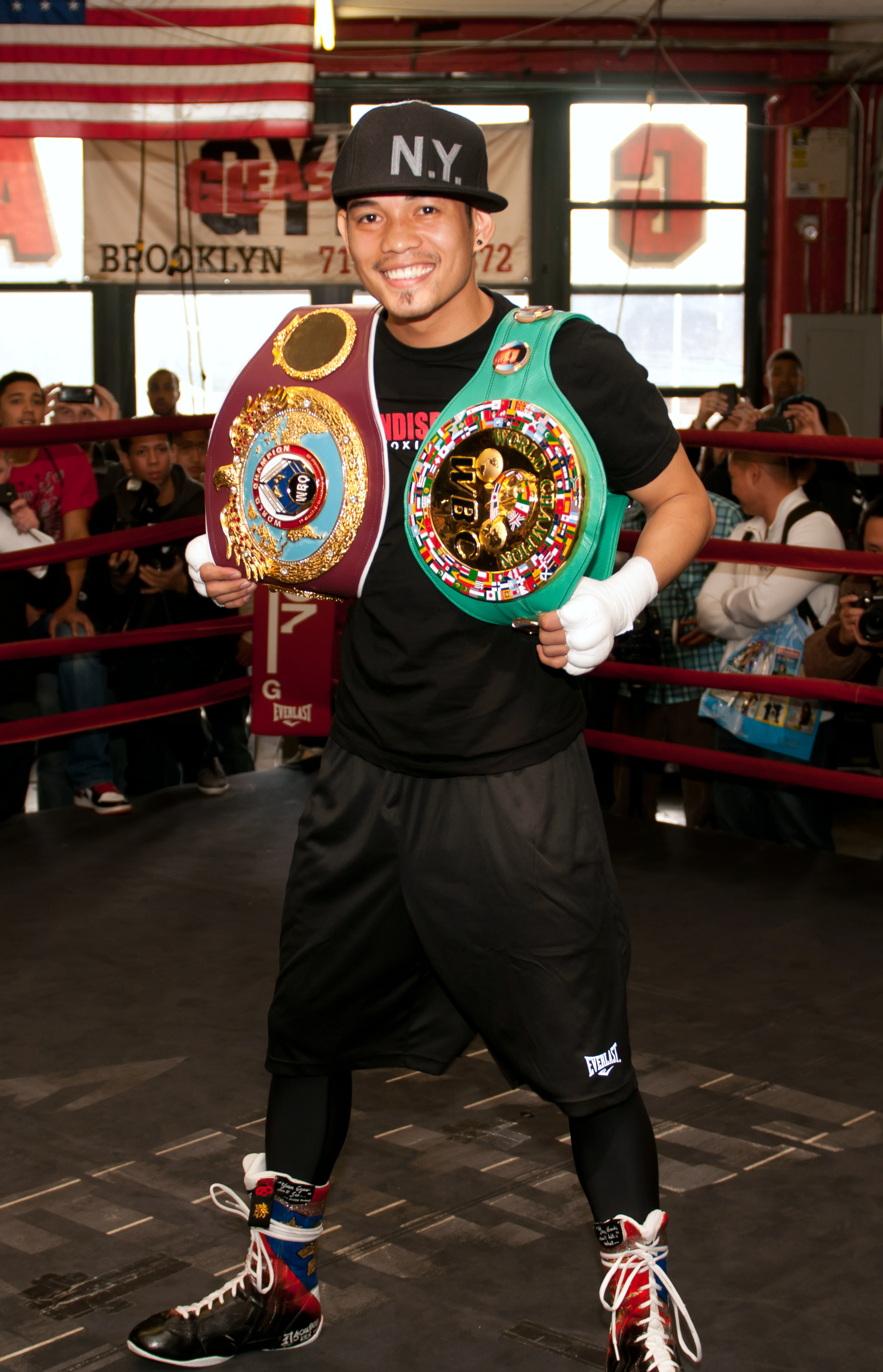
Нонито Донэйр

5 ноября 2016 года в Лас-Вегас (США) 24-летний Магдалено встретился с опытным многократным чемпионом мира филиппинцем Нонито Донэйром. Бой получился зрелищным и конкурентным, и по итогам двенадцати раундов судьи единогласно отдали победу Магдалено со счетом 118-110, 116-112 (дважды). Магдалено завоевал титул чемпиона мира по версии WBO во 2-м легчайшем весе.

### Полулёгкий вес

#### Бой с Рико Рамосом
23 марта 2019 году в Коста-Месе (США) выиграл  вакантный титул по версии WBC United Statesю в полулёгком весе у соотечественника Рико Рамоса. Единогласное решение судей: 98-92, 99-91, 97-93 .

#### Бой с Реймондом Фордом
8 апреля 2023 году в Сан-Антонио (США) в андеркарде поединка Марлон Тапалес—Муроджон Ахмадалиев проиграл решением большинства судей американцу Реймонду Форду.

#### Бой с Брэндоном Фигероа
4 мая 2024 на Ти-Мобайл Арене (США) в андеркарде поединка Сауль Альварес—Хайме Мунгия проиграл нокаутом в 9-м раунде временному чемпиону WBC в полулёгком весе Брэндону Фигероа. Магдалено не уложился в вес накануне боя и не смог претендовать на титул.

### Второй полулёгкий вес
Бой с Луисом Корией
22 марта 2025 года в Сан-Бернардино (США) вернулся в восстановительном бою против середняка Луиса Кории (15-8, 7 КО).
Магдалено сразу взял бой в свои руки, поддавливал, послал оппонента в нокадун в 3-м отрезке, но добить не смог. Между раундами команда Кории сняла своего бойца с боя. Победа ТКО 3.

## Статистика профессиональных боёв
В таблице перечислены результаты всех поединков боксёров.
В каждой строке указан результат поединка. Дополнительно номер поединка обозначен цветом, который обозначает итог поединка. Расшифровка обозначений и цветов представлена в нижеследующей таблице.
| Пример | Расшифровка                     |
| ------ | ------------------------------- |
|        | Победа                          |
|        | Ничья                           |
|        | Поражение                       |
|        | Планируемый поединок            |
|        | Поединок признан несостоявшимся |
| КО     | Нокаут                          |
| ТКО    | Технический нокаут              |
| PTS    | Решение судей (по очкам)        |
| UD     | Единогласное решение судей      |
| MD     | Решение большинства судей       |
| SD     | Раздельное решение судей        |
| RTD    | Отказ от продолжения боя        |
| DQ     | Дисквалификация                 |
| NC     | Поединок признан несостоявшимся |

| 33 поединка, 30 побед (19 нокаутом), 3 поражения. | 33 поединка, 30 побед (19 нокаутом), 3 поражения. | 33 поединка, 30 побед (19 нокаутом), 3 поражения. | 33 поединка, 30 побед (19 нокаутом), 3 поражения. | 33 поединка, 30 побед (19 нокаутом), 3 поражения.         | 33 поединка, 30 побед (19 нокаутом), 3 поражения. | 33 поединка, 30 побед (19 нокаутом), 3 поражения. |
| Бой                                               | Рекорд                                            | Дата                                              | Соперник                                          | Место боя                                                 | Результат                                         | Дополнительно |
| ------------------------------------------------- | ------------------------------------------------- | ------------------------------------------------- | ------------------------------------------------- | --------------------------------------------------------- | ------------------------------------------------- | --- |
| 32                                                | 29-3                                              | 4 мая 2024                                        | Брэндон Фигероа (24-1-1)                          | Ти-Мобайл Арена, Парадайс, Невада, США                    | KO 9 (12), 2:59                                   | Магдалено не уложился в вес и не смог претендовать на титул временного чемпиона WBC (1-я защита Фигероа) в полулёгком весе. Магдалено в нокдауне в 4-м раунде. |
| 31                                                | 29-2                                              | 8 апреля 2023                                     | Реймонд Форд (13-0-1)                             | Boeing Center at Tech Port, Сан-Антонио, Техас, США       | UD 12                                             | Счёт судей: 110-116, 107-119, 107-119. |
| 30                                                | 29-1                                              | 21 мая 2022                                       | Эди Валенсия Меркадо (19-6-6)                     | Resorts World Las Vegas, Лас-Вегас, Невада, США           | UD 8                                              | Счёт судей: 80-72 (трижды). |
| 29                                                | 28-1                                              | 11 июня 2020                                      | Йенифель Висенте (36-4-2)                         | MGM Grand, Лас-Вегас, Невада, США                         | DQ 10 (10), 1:38                                  | Висенте был дисквалифицирован в 10-м раунде за многократные удары ниже пояса в 4-м и в 10-м раундах. Счёт судей: 85-81, 87-79 (дважды).                        |
| 28                                                | 27-1                                              | 17 августа 2019                                   | Рафаэль Ривера (27-3-2)                           | Banc of California Stadium, Лос-Анджелес, Калифорния, США | TD 9 (10), 2:55                                   | Защитил титул чемпиона США по версии WBC United States (USNBC) (1-я защита Магдалено) в полулёгком весе. Счёт судей: 89-81, 89-81, 88-82.                      |
| 27                                                | 26-1                                              | 23 марта 2019                                     | Рико Рамос (30-5)                                 | The Hangar, Коста-Меса, Калифорния, США                   | UD 10                                             | Завоевал вакантный титул по версии WBC United States (USNBC) в полулёгком весе. Счёт судей: 98-92, 99-91, 97-93.                                               |
| 26                                                | 25-1                                              | 28 апреля 2018                                    | Айзек Догбо (18-0)                                | Liacouras Center, Филадельфия, Пенсильвания, США          | KO 11 (12), 1:38                                  | Утратил титул чемпиона мира по версии WBO (2-я защита Магдалено) во 2-м легчайшем весе.                                                                        |
| 25                                                | 25-0                                              | 22 апреля 2017                                    | Адеилсон дос Сантос (18-2)                        | StubHub Center , Карсон , Калифорния , США                | KO 2 (12), 2:51                                   | Защитил титул чемпиона мира по версии WBO (1-я защита Магдалено) во 2-м легчайшем весе.                                                                        |
| 24                                                | 24-0                                              | 5 ноября 2016                                     | Нонито Донэйр (37-3)                              | Thomas & Mack Center, Лас-Вегас, Невада, США              | UD 12                                             | Завоевал титул чемпиона мира по версии WBO (2-я защита Донэйра) во 2-м легчайшем весе. Счёт: 118-110, 116-112 (дважды).                                        |
| 23                                                | 23-0                                              | 20 февраля 2016                                   | Рей Перез (20-7)                                  | Celebrity Theater, Феникс, Аризона, США                   | KO 7 (10), 2:51                                   | |
| 22                                                | 22-0                                              | 17 октября 2015                                   | Вергель Небран (14-10-1)                          | Celebrity Theater, Феникс, Аризона, США                   | KO 1 (10), 2:22                                   | |
| Бой                                               | Рекорд                                            | Дата                                              | Соперник                                          | Место боя                                                 | Результат                                         | Дополнительно |

## Спортивные достижения

### Профессиональные мировые
- 2016—2018  Чемпион мира по версии WBO.